# Опра Уинфри
Опра Гейл Уинфри (на английски: Oprah Gail Winfrey) е американска телевизионна водеща. Нейното TV шоу Шоуто на Опра ѝ спечелва няколко Награди Еми и се счита за най-успешното ток-шоу в историята на телевизията. Последното издание на шоуто ѝ е излъчено на 25 май 2011 г. Опра също се занимава с литературна критика, а като актриса има номинация за Оскар.
Тя е първата жена в света, която натрупва богатство, измерващо се с милиарди, от водене на телевизионни предавания и продажба на стоки, свързани с този бизнес. Фирмата ѝ се казва „HARPO“ – Опра, написано наопаки. Обявена е за най-богатия афроамериканец на 20 век и единствения в света милиардер от афроамерикански произход.

## Биография

### Произход и детство
Родена е на 29 януари 1954 г. в градчето с полско име Косцюшко, щата Мисисипи. В кръщелното ѝ свидетелство името е записано Орпа, но тя е преценила, че Опра е по-благозвучно.
Родителите ѝ са двама тийнейджъри, които не са я желаели, тъй като са нямали средства, с които да се грижат за нея. Когато малката Опра се появила на бял свят в студена януарска нощ на 1954 година, никой от двамата родители не можел, а и не искал да се грижи за дете. Така че малката била оставена при баба си Хати, която била толкова бедна, че обличала момичето в дрехи, ушити от чували за картофи. Животът в онези хипарски времена бил жесток, а за Опра било направо жестока игра на съдбата. Едва деветгодишна била изнасилена за първи път, което не впечатлило никого от близките ѝ, дори баба ѝ. Амбициите на жената стигали дотам, че да научи внучката си да чете, преди да тръгне на училище, да я заведе в църковния хор и да я бие с метлата всеки път, когато сбърка нещо или не се подчини. Междувременно от тялото ѝ се възползвали всички роднини от мъжки пол. В крайна сметка Опра едва 14-годишна родила бебе, което обаче починало малко по-късно. Нищо чудно че прави най-логичния ход в живота си – бяга от къщи и никога повече не се връща към света на своите кошмари. По същото време съдбата се смилява над нея. Печели стипендия в Глендейл и с това започва нейното дълго бягане към славата и властта.

### Кариера
Още като гимназистка в Нашвил започва като водеща на радиопредаване. Тогава е най-младата жена пред микрофона, първата афроамериканка.
TV дебютът ѝ е като водеща на новинарска емисия в Балтимор, Мериленд. През 1984 г. се мести в Чикаго, получава шанса да води свое шоу, в началото наречено „Опра Уинфри шоу“, а по-късно – за удобство – просто „Опра“
След две години вече има най-висок рейтинг. Съобразява се с традиционните рамки на жанра „токшоу“ – кани хора, които имат някакво страдание, искат да се оплачат или са жертви на нещастен случай. Постепенно започва да използва програмата за благотворителни цели.
В същото време чупи телевизионните условности, като опитва да разговаря открито за различни неудобни теми от всекидневието, например сексуалната злоупотреба с деца или дрогирането при възрастните.
В продължение на 18 години нейното шоу е неизменно №1 в американската TV индустрия.
Живее в Чикаго, има къщи в Монтесито, щата Калифорния, и Мауи, на Хаваите.
Има постоянни проблеми с наднормено тегло, подлага се на жестоки диети, после пак напълнява.
През 90-те години на 20 век организира телевизионен „Читателски клуб“ (Oprah's Book Club), който веднага става най-влиятелният в САЩ. Много автори представят книгите си при нея, един от последните е президентът на САЩ Бил Клинтън с автобиографията си „Моят живот“. Клубът се превръща в най-важен индикатор за класациите на бестселърите и влияе изключително върху продажбите. Опра се сдобива с огромно влияние върху американските медии.
През 1996 г., в предаване за говеждото месо, тя казва: „Вече ще се въздържам да ям бургери.“ Това води до акция на тексаските животновъди, които я обвиняват, че е допринесла за срив в цената на месото и загуби за 12 млн. долара. Съдът обаче я обявява за невинна. Колежката ѝ Роузи О'Донъл я поздравява с картичка, в която пише: „Congratulations, you beat the meat“ („Честито, ти победи месото!“).
Опра Уинфри е основателка на благотворителната организация „Ангелска мрежа“ (The Angel Network), собственото ѝ списание се казва „О и О у дома“ (O and O at Home) и излиза в тираж 2,7 млн. екземпляра месечно, телевизията ѝ е „Oxygen“ (кислород). Президент е на „Harpo Productions“.
Иначе е инициатор, продуцент и автор на още десетина тв програми (например, „Опра след шоуто“), на благотворителни организации и акции.

### Участия в киното
Опитвала е и като актриса. Дебютира в „Пурпурен цвят“ на Стивън Спилбърг през 1985 г., когато е номинирана за два „Оскара“ и „Златен глобус“.
Участва в екранизацията на „Цветни хора“ („The Colored People“) от Алис Уокърс, продуцира и играе и във филмовата версия на „Възлюбена“ („Beloved“) от нобеловата лауреатка Тони Морисън.

## За нея
- Cooper, Irene (2007). Oprah Winfrey. Viking. ISBN 0-670-06162-X
- Mair, George (2001). Oprah Winfrey: The Real Story. Citadel Press. ISBN 1-55972-250-9
- Moore, Michael (2003). Dude, Where's My Country? Warner Books. ISBN 0-446-53223-1